# Melanocortina
As melanocortinas são um grupo de hormônios peptídeos os quais incluem o hormônio adrenocorticotrópico (ACTH)  as diferentes formas de hormônio estimulante de melanócitos (MSH). os quais são derivados de proopiomelanocortina na glândula pituitária. As melanocortinas exercem seus efeitos através de ligação e ativando os receptores de melanocortina.[carece de fontes?]